# Derek Joslin

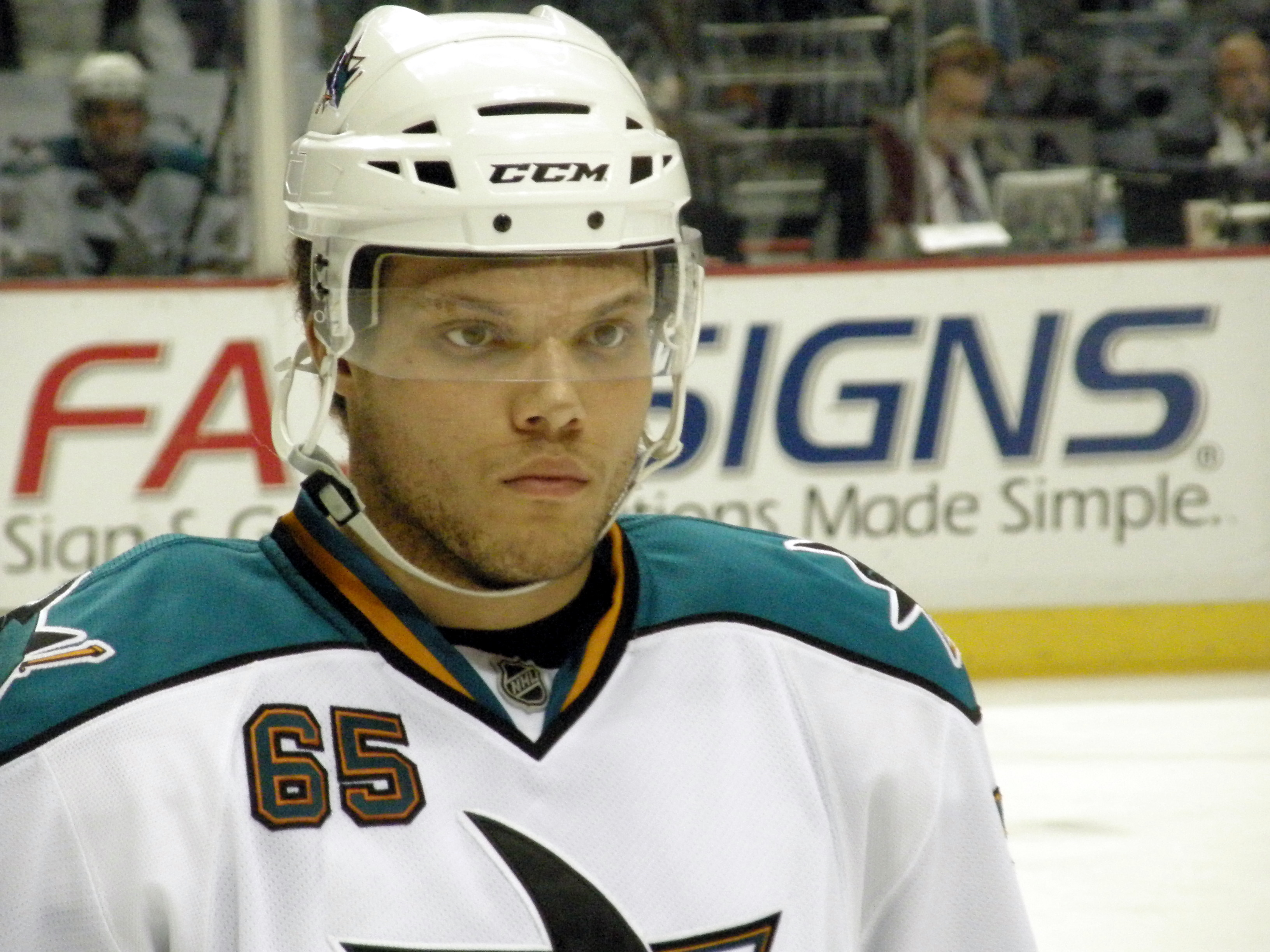
Derek Joslin i San Jose Sharks 2010

Derek Joslin, född 17 mars 1987, är en kanadensisk professionell ishockeyspelare som spelar för Nürnberg Ice Tigers i DEL. Han har tidigare spelat i NHL för San Jose Sharks, Carolina Hurricanes och Vancouver Canucks. San Jose Sharks draftade Joslin som 149:e spelare totalt i 2005 års NHL Entry Draft.

## Spelarkarriär
Joslin föddes i Richmond Hill i Ontario Han började spela hockey vid 4 års ålder för Oak Ridges Kings. Efter spel i Ottawa 67's i OHL och ett fåtal framträdanden i AHL skrev Joslin på för Worcester Sharks för säsongen 2007-08. Han gjorde sitt första professionella mål i ett powerplay mot Manchester Monarchs. Han avslutade säsongen med ett karriärhögsta 80 spelade matcher, 10 mål och 34 poäng. 
Joslin startade efterföljande säsong med Worcester efter att ha varit en av de sista spelarna som fått lämna San Joses träningsläger. Genom att starta säsongen i AHL slog han, med sina 114 matcher, organisationens rekord för flest antal spelade matcher i rad. Efter en skada på San Joses back Douglas Murray gjorde Joslin sin debut i National Hockey League den 3 januari 2009, i en match mot New York Islanders. Han fortsatte att dela sin speltid mellan NHL och AHL, och togs ut till AHL:s all star-match. Joslin hade det hårdaste skottet i AHL:s All-Star Skills Competition då han sköt en puck i en hastighet av 98,6 mph (158,68 km/h). Han avslutade året med att spela i 12 NHL-matcher, utan att göra några poäng, och 63 AHL-matcher under vilka han gjorde 11 mål och 30 poäng. Med de 11 målen tangerade Joslin Worcesters rekord för antal mål under en säsong för backar.

### NHL
Under säsongen 2009/2010 delade Joslin återigen sin speltid mellan NHL och AHL. Han registrerade sin första NHL-poäng, en assist, mot Chicago Blackhawks. Säsongen 2010/2011 förblev han i NHL under hela säsongen och gjorde sitt första NHL-mål på Andrew Raycroft i Dallas Stars den 13 december 2010. Den 18 februari 2011 trejdades Joslin till Carolina Hurricanes i utbyte mot framtida överväganden. Efter några skador på Hurricanes backsida fick Joslin utökad istid inklusive spel i powerplay.
Under lågsäsongen blev Joslin restricted free agent. Hurricanes skickade honom ett kontraktserbjudande, men de båda parterna kom inledningsvis inte överens. De båda sidorna enades dock sedan om ett tvåårskontrakt. Under den första säsongen av hans nya kontrakt föll Joslin ned i hierarkin bland lagets backar och spelade endast i 14 av de första 41 matcherna. I tron att Carolina skulle trejda en back spelade huvudtränare Kirk Muller Joslin som vänsterforward för att få honom tillbaka i line-upen och vara redo ifall en trejd skulle genomföras. Efter att deadlinen för trejder passerat fortsatte Joslin att spela forward, även under hans hundrade NHL-match i karriären.
Efter säsongen placerade Carolina Joslin på waivers och köpte sedan ut det sista året av Joslins kontrakt. Efter att ha köpts ut blev Joslin obegränsad free agent och skrev sedan på för Vancouver Canucks. På grund av den lockouten under säsongen 2012/2013 anslöt Joslin till Canucks AHL-lag Chicago Wolves i början av säsongen. Joslin spelade 53 matcher för Chicago innan han byttes till Worcester Sharks i utbyte mot Danny Groulx. Efter att ha spelat 13 matcher med Worcester blev Joslin uppkallad av Canucks på grund av skador på backsidan.

### Europa
Joslin var planerad att bli restricted free agent den 5 juli 2013, Canucks misslyckades dock med att ge honom ett kvalificerat erbjudande, vilket gjorde honom till obegränsad free agent. Den 28 juli 2013 lämnade Joslin Nordamerika och skrev sitt första europeiska kontrakt med ett ettårigt avtal med AIK i SHL. I AIK blev Joslin poängmässigt näst bästa back i laget, efter Jonas Liwing, med 17 poäng på 54 matcher, Stockholmsklubben misslyckades dock att hålla sig kvar i SHL.
Den 24 april 2014 signerade Joslin ett ettårskontrakt med den tyska DEL-klubben Nürnberg Ice Tigers.

## Spelarstatistik
| 2003–04    | Ottawa 67's         | OHL        | 7   | 0  | 0  | 0  | 4  | —  | — | — | — | —  |
| 2004–05    | Ottawa 67's         | OHL        | 68  | 6  | 24 | 30 | 44 | 21 | 0 | 3 | 3 | 24 |
| 2005–06    | Ottawa 67's         | OHL        | 68  | 11 | 37 | 48 | 40 | 6  | 1 | 5 | 6 | 10 |
| 2005–06    | Cleveland Barons    | AHL        | 2   | 0  | 0  | 0  | 0  | —  | — | — | — | —  |
| 2006–07    | Ottawa 67's         | OHL        | 68  | 11 | 38 | 49 | 66 | 5  | 1 | 4 | 5 | 4  |
| 2006–07    | Worcester Sharks    | AHL        | 3   | 0  | 0  | 0  | 0  | 4  | 0 | 0 | 0 | 2  |
| 2007–08    | Worcester Sharks    | AHL        | 80  | 10 | 24 | 34 | 44 | —  | — | — | — | —  |
| 2008–09    | Worcester Sharks    | AHL        | 63  | 11 | 19 | 30 | 40 | 12 | 0 | 2 | 2 | 8  |
| 2008–09    | San Jose Sharks     | NHL        | 12  | 0  | 0  | 0  | 6  | —  | — | — | — | —  |
| 2009–10    | San Jose Sharks     | NHL        | 24  | 0  | 3  | 3  | 12 | —  | — | — | — | —  |
| 2009–10    | Worcester Sharks    | AHL        | 55  | 5  | 27 | 32 | 29 | 11 | 4 | 1 | 5 | 4  |
| 2010–11    | San Jose Sharks     | NHL        | 17  | 1  | 3  | 4  | 8  | —  | — | — | — | —  |
| 2010–11    | Carolina Hurricanes | NHL        | 17  | 1  | 4  | 5  | 2  | —  | — | — | — | —  |
| 2011–12    | Carolina Hurricanes | NHL        | 44  | 2  | 2  | 4  | 35 | —  | — | — | — | —  |
| 2011–12    | Charlotte Checkers  | AHL        | 4   | 0  | 3  | 3  | 0  | —  | — | — | — | —  |
| 2012–13    | Chicago Wolves      | AHL        | 53  | 2  | 8  | 10 | 40 | —  | — | — | — | —  |
| 2012–13    | Worcester Sharks    | AHL        | 13  | 2  | 4  | 6  | 7  | —  | — | — | — | —  |
| 2012–13    | Vancouver Canucks   | NHL        | 2   | 0  | 0  | 0  | 0  | —  | — | — | — | —  |
| 2013–14    | AIK                 | SHL        | 54  | 5  | 12 | 17 | 40 | 10 | 2 | 2 | 4 | 10 |
| NHL totalt | NHL totalt          | NHL totalt | 116 | 4  | 12 | 16 | 63 | —  | — | — | — | —  |